# Selección femenina de fútbol de Venezuela
La Selección Femenina Venezolana de Fútbol, es el equipo formado por jugadoras de nacionalidad venezolana que representan al país y a la Federación Venezolana de Fútbol (f. 1925) en las competiciones oficiales de la disciplina desde 1991. Su mejor futbolista es Deyna Castellanos, actual jugadora del Portland Thorns, de la National Women's Soccer League. Es miembro pleno de la Federación Internacional de Fútbol Asociación (FIFA) desde 1952 y de la Confederación Sudamericana de Fútbol (Conmebol) desde 1953, siendo la última de las diez federaciones suramericanas en formarse y afiliarse. Su debut se produjo el 1 de mayo de 1991 durante el Campeonato Sudamericano Femenino de ese mismo año, donde cayó derrotada ante su similar de Chile por 1:0.
La selección femenina de fútbol de Venezuela participa en cada edición de la Copa América Femenina, clasificatoria para los Juegos Olímpicos, además de que también participará en las recientemente creadas Eliminatorias Sudamericanas Femeninas, clasificatoria para la Copa Mundial Femenina de Fútbol. Su mejor participación en una Copa América Femenina ha sido en la edición de 1991 cuando ocupó el tercer puesto. Otro de sus logros a nivel regional ha sido la obtención de la medalla de oro en los Juegos Centroamericanos y del Caribe de 2010.
A nivel de selecciones menores, Venezuela ha participado dos veces en la Copa Mundial Femenina de Fútbol Sub-20 (2016 y 2024), tres veces en la Copa Mundial Femenina de Fútbol Sub-17 (2010, 2014 y 2016), y una vez en los Juegos Olímpicos de la Juventud (2014).

## Uniforme
- Uniforme titular: Camiseta vinotinto, pantalón vinotinto, medias vinotinto.
- Uniforme alternativo: Camiseta blanca, pantalón blanco, medias blancas.

## Instalaciones

### Centro Nacional de Alto Rendimiento
El Centro Nacional de Alto Rendimiento para la práctica de fútbol femenino, ubicado en San Felipe, estado Yaracuy y que lleva por nombre Evelio Hernández, es una instalación deportiva que funciona como lugar de concentración, evaluación, alojamiento y preparación de las seleccionadas de fútbol venezolanas. El recinto fue inaugurado el 4 de octubre de 2019, y lleva por nombre Evelio Hernández, uno de los mayores dirigentes de la región, expresidente de la Asociación de Fútbol del estado Yaracuy y uno de los principales impulsores del fútbol femenino en el estado.
Se convirtió en el primer Centro de Entrenamiento solo para fútbol femenino de Sudamérica, y fue construido con recursos del programa de desarrollo Forward de la FIFA en solo un año y tres meses. Está compuesto por una cancha de grama sintética, con sus respectivas medidas oficiales y requerimientos FIFA. A un lado de la cancha, en su parte interior, se ubica el edificio central compuesta por dos salas de reuniones, una oficina administrativa, de seguridad, información, taquilla y tienda de suvenir. A su vez hay dos camerinos, sala de masajes, sala de árbitros y consultorios de control de dopaje. El aforo total comprendido en una tribuna principal y otra pequeña detrás de uno de sus arcos es de 1123 espectadores sentados con las respectivas áreas VIP, cinco sectores de sillas, aparte del palco de prensa y caseta de transmisión.

## Jugadoras

### Última convocatoria
- Lista de 23 jugadoras convocadas para disputar la Copa América Femenina 2025 entre el 12 de julio y el 2 de agosto. [7]
- Las jugadoras Hilary Vergara, Bárbara Martínez Flores y Génesis Flórez fueron nombradas jugadoras de reserva. [8]

| N.º | Nombre             | Posición      | Edad    | Club                   |
| --- | ------------------ | ------------- | ------- | ---------------------- |
| 1   | Micheel Rengifo    | Portera       | 27 años | Club Newell's Old Boys |
| 13  | Nayluisa Cáceres   | Portera       | 25 años | Alhama CF              |
| 22  | Valeria Rebanales  | Portera       | 15 años | ADIFFEM                |
| 2   | Verónica Herrera   | Defensa       | 25 años | SE AEM F               |
| 3   | Gabriela Angulo    | Defensa       | 21 años | Purdue Boilermakers    |
| 4   | María Peraza       | Defensa       | 31 años | Santos Laguna          |
| 5   | Yénifer Giménez    | Defensa       | 29 años | Servette FC            |
| 6   | Michelle Romero    | Defensa       | 28 años | CD Tenerife            |
| 14  | Raiderlin Carrasco | Defensa       | 23 años | Levante UD             |
| 17  | Camila Pescatore   | Defensa       | 25 años | ÍBV Vestmannæyjar      |
| 7   | Daniuska Rodríguez | Mediocampista | 26 años | Torreense              |
| 8   | Gabriela García    | Mediocampista | 34 años | Atlético de Madrid     |
| 12  | Ailing Herrera     | Mediocampista | 17 años | Caracas Fútbol Club    |
| 15  | Yerliane Moreno    | Mediocampista | 24 años | Costa Adeje Tenerife   |
| 16  | Floriangel Apóstol | Mediocampista | 19 años | Deportivo de La Coruña |
| 20  | Dayana Rodríguez   | Mediocampista | 23 años | Corinthians            |
| 23  | Melanie Chirinos   | Mediocampista | 17 años | ADIFFEM                |
| 9   | Deyna Castellanos  | Delantera     | 26 años | Portland Thorns        |
| 10  | Joemar Guarecuco   | Delantera     | 31 años | América de Cali        |
| 11  | Oriana Altuve      | Delantera     | 32 años | Fomget Gençlik ve Spor |
| 18  | Ysaura Viso        | Delantera     | 32 años | 3B da Amazônia         |
| 19  | Mariana Speckmaier | Delantera     | 27 años | Melbourne City         |
| 21  | Bárbara Olivieri   | Delantera     | 23 años | Houston Dash           |
| DT  | Ricardo Belli      | Entrenador    |         |                        |

## Partidos

### Últimos partidos y próximos encuentros
Actualizado al último partido jugado el 25 de julio de 2025
| Fecha      | Ciudad        | Local         | Resultado | Visitante | Competición                                |
| ---------- | ------------- | ------------- | --------- | --------- | ------------------------------------------ |
| 05/04/2025 | Maneiro       | Venezuela     | 1:0       | Panamá    | Partido amistoso                           |
| 08/04/2025 | Nueva Esparta | Venezuela     | 1:1       | Panamá    | Partido amistoso                           |
| 31/05/2025 | Andalucía     | Nueva Zelanda | 1:3       | Venezuela | Partido amistoso                           |
| 03/06/2025 | Algeciras     | Nueva Zelanda | 2:1       | Venezuela | Partido amistoso                           |
| 13/07/2025 | Quito         | Brasil        | 2:0       | Venezuela | Copa América Femenina 2025                 |
| 16/07/2025 | Quito         | Venezuela     | 0:0       | Colombia  | Copa América Femenina 2025                 |
| 19/07/2025 | Quito         | Venezuela     | 7:1       | Bolivia   | Copa América Femenina 2025                 |
| 25/07/2025 | Quito         | Paraguay      | 2:1       | Venezuela | Copa América Femenina 2025                 |
| 24/10/2025 | Por definir   | Venezuela     | :         | Chile     | Liga de Naciones Femenina Conmebol 2025-26 |
| 28/10/2025 | Asunción      | Paraguay      | :         | Venezuela | Liga de Naciones Femenina Conmebol 2025-26 |
| 28/11/2025 | Quito         | Ecuador       | :         | Venezuela | Liga de Naciones Femenina Conmebol 2025-26 |
| 2/12/2025  | Por definir   | Venezuela     | :         | Perú      | Liga de Naciones Femenina Conmebol 2025-26 |

## Clasificación
Existen diversas clasificaciones que listan las selecciones nacionales de acuerdo a distintos criterios; sin embargo, el más importante de ellos es la clasificación mundial de la FIFA.
| Institución | Ranking actual | Ranking actual | Ranking actual | Ranking actual      | Mejor ranking | Mejor ranking | Mejor ranking | Mejor ranking       | Peor ranking | Peor ranking | Peor ranking | Peor ranking         | {\displaystyle {\overline {X}}} |
| Institución | Posición       | V              | Puntaje        | Fecha               | Posición      | V             | Puntaje       | Fecha               | Posición     | V            | Puntaje      | Fecha                | {\displaystyle {\overline {X}}} |
| ----------- | -------------- | -------------- | -------------- | ------------------- | ------------- | ------------- | ------------- | ------------------- | ------------ | ------------ | ------------ | -------------------- | ------------------------------- |
| FIFA        | 48.º           | 3              | 1500.56        | 12 de junio de 2025 | 48.º          | 3             | 1500.56       | 12 de junio de 2025 | 84.º         | 1            | 1301         | 5 de octubre de 2007 | 65.º                            |

## Estadísticas

### Copa Mundial Femenina de Fútbol
| Edición | Resultado    | Posición     | PJ           | PG           | PE           | PP           | GF           | GC           |
| ------- | ------------ | ------------ | ------------ | ------------ | ------------ | ------------ | ------------ | ------------ |
| 1991    | No clasificó | No clasificó | No clasificó | No clasificó | No clasificó | No clasificó | No clasificó | No clasificó |
| 1995    | No clasificó | No clasificó | No clasificó | No clasificó | No clasificó | No clasificó | No clasificó | No clasificó |
| 1999    | No clasificó | No clasificó | No clasificó | No clasificó | No clasificó | No clasificó | No clasificó | No clasificó |
| 2003    | No clasificó | No clasificó | No clasificó | No clasificó | No clasificó | No clasificó | No clasificó | No clasificó |
| 2007    | No clasificó | No clasificó | No clasificó | No clasificó | No clasificó | No clasificó | No clasificó | No clasificó |
| 2011    | No clasificó | No clasificó | No clasificó | No clasificó | No clasificó | No clasificó | No clasificó | No clasificó |
| 2015    | No clasificó | No clasificó | No clasificó | No clasificó | No clasificó | No clasificó | No clasificó | No clasificó |
| 2019    | No clasificó | No clasificó | No clasificó | No clasificó | No clasificó | No clasificó | No clasificó | No clasificó |
| 2023    | No clasificó | No clasificó | No clasificó | No clasificó | No clasificó | No clasificó | No clasificó | No clasificó |
| 2027    | Por definir  | Por definir  | Por definir  | Por definir  | Por definir  | Por definir  | Por definir  | Por definir  |
| Total   | 0/9          | -            | -            | -            | -            | -            | -            | -            |

### Copa América Femenina
| Edición | Resultado      | Posición     | PJ           | PG           | PE           | PP           | GF           | GC           | Goleadora         |
| ------- | -------------- | ------------ | ------------ | ------------ | ------------ | ------------ | ------------ | ------------ | ----------------- |
| 1991    | Tercer lugar   | 3.º          | 2            | 0            | 0            | 2            | 0            | 7            | -                 |
| 1995    | No participó   | No participó | No participó | No participó | No participó | No participó | No participó | No participó | No participó      |
| 1998    | Fase de grupos | 10.º         | 4            | 0            | 0            | 4            | 2            | 25           | Sin datos         |
| 2003    | Fase de grupos | 9.º          | 2            | 0            | 0            | 2            | 0            | 10           | -                 |
| 2006    | Fase de grupos | 6.º          | 4            | 1            | 1            | 2            | 4            | 10           | L. Ferrer: 2      |
| 2010    | Fase de grupos | 8.º          | 4            | 1            | 0            | 3            | 5            | 15           | Y. Viso: 2        |
| 2014    | Fase de grupos | 8.º          | 4            | 1            | 1            | 2            | 4            | 6            | G. García: 2      |
| 2018    | Fase de grupos | 6.º          | 4            | 2            | 0            | 2            | 9            | 6            | D. Castellanos: 5 |
| 2022    | Fase de grupos | 6.º          | 5            | 2            | 1            | 2            | 4            | 6            | D. Castellanos: 3 |
| 2025    | Fase de grupos | 7.º          | 4            | 1            | 1            | 2            | 8            | 5            | O. Altuve: 4      |
| Total   | 9/10           | 7.º          | 33           | 8            | 4            | 21           | 36           | 90           | D. Castellanos: 8 |

### Juegos Panamericanos
| Edición | Resultado    | Posición     | PJ           | PG           | PE           | PP           | GF           | GC           |
| ------- | ------------ | ------------ | ------------ | ------------ | ------------ | ------------ | ------------ | ------------ |
| 1999    | No clasificó | No clasificó | No clasificó | No clasificó | No clasificó | No clasificó | No clasificó | No clasificó |
| 2003    | No clasificó | No clasificó | No clasificó | No clasificó | No clasificó | No clasificó | No clasificó | No clasificó |
| 2007    | No clasificó | No clasificó | No clasificó | No clasificó | No clasificó | No clasificó | No clasificó | No clasificó |
| 2011    | No clasificó | No clasificó | No clasificó | No clasificó | No clasificó | No clasificó | No clasificó | No clasificó |
| 2015    | No clasificó | No clasificó | No clasificó | No clasificó | No clasificó | No clasificó | No clasificó | No clasificó |
| 2019    | No clasificó | No clasificó | No clasificó | No clasificó | No clasificó | No clasificó | No clasificó | No clasificó |
| 2023    | Se retiró    | Se retiró    | Se retiró    | Se retiró    | Se retiró    | Se retiró    | Se retiró    | Se retiró    |
| 2027    | No clasificó | No clasificó | No clasificó | No clasificó | No clasificó | No clasificó | No clasificó | No clasificó |
| Total   | 0/8          | -.º          | -            | -            | -            | -            | -            | -            |

### Juegos Centroamericanos y del Caribe
| Edición | Resultado    | Posición | PJ | PG | PE | PP | GF | GC |
| ------- | ------------ | -------- | -- | -- | -- | -- | -- | -- |
| 2010    | Campeón      | 1.º      | 5  | 4  | 1  | 0  | 8  | 3  |
| 2014    | Cuarto lugar | 4.º      | 5  | 2  | 0  | 3  | 12 | 8  |
| 2018    | Tercer lugar | 3.º      | 5  | 2  | 0  | 3  | 7  | 9  |
| 2023    | Subcampeón   | 2.º      | 5  | 4  | 0  | 1  | 13 | 4  |
| Total   | 4/4          | 3.º      | 20 | 12 | 1  | 7  | 40 | 24 |

## Palmarés

### Selección mayor
- Copa América Femenina:
  -  Medalla de bronce (1): 1991.

- Juegos Centroamericanos y del Caribe:
  -  Medalla de oro (1): 2010.[4]
  -  Medalla de plata (1): 2023.
  -  Medalla de bronce (1): 2018.
  - Cuarto lugar (1): 2014.

- Juegos Bolivarianos:
  -  Medalla de bronce (1): 2009.[13]

### Selección sub-20
- Campeonato Sudamericano de Fútbol Sub-20:
  -  Subcampeón (1): 2015.

- Juegos Bolivarianos:
  -  Medalla de plata (1): 2013.[13]
  -  Medalla de bronce (2): 2009 y 2017.[13]

- Torneo internacional de fútbol sub-20 de la Alcudia:
  -  Subcampeón (1): 2016.[14]

### Selección sub-17
- Copa Mundial Femenina de Fútbol Sub-17:
  - Cuarto lugar (2): 2014 y 2016.

- Campeonato Sudamericano de Fútbol Sub-17:
  -  Campeón (2): 2013 y 2016.
  -  Tercer lugar (1): 2010.

### Selección sub-15
- Juegos Olímpicos de la Juventud:
  -  Medalla de plata (1): 2014.